# Goudkruinmanakin
De goudkruinmanakin (Lepidothrix vilasboasi; synoniem: Pipra vilasboasi) is een zangvogel uit de familie der manakins (Pipridae).

## Vondst en naamgeving
Het holotype en de paratypen werden in 1957 nabij de stad Novo Progresso door Helmut Sick en een Braziliaanse collega verzameld. Op basis van het holotyope en de paratypen beschreef Sick deze vogel als een nieuwe soort in 1959. Hij noemde de soort Lepidothrix vilasboasi ter ere van de drie Braziliaanse broers Orlando, Cláudio en Leonardo Villas-Boas.  Het holotype werd gedeponeerd in de collectie van het Nationaal Museum van Brazilië. De paratypen maken deel uit van de collecties van het American Museum of Natural History en het Museum für Naturkunde.

## Kenmerken
De goudkruinmanakin is een kleine vogel van circa 9 centimeter groot. De vogel heeft een groene rug, een geelachtige buik en roze poten. De kop is groen en de snavel blauwachtig. Verder vertoont deze vogel seksuele dimorfie. Het mannetje wordt gekenmerkt door een groenachtige gouden kruin. Het vrouwtje lijkt op het mannetje, maar heeft in tegenstelling tot het mannetje een blauw-getinte kruin en een groene romp.

## Verspreiding en leefgebied
Deze vogel is endemisch in Brazilië en komt enkel voor in de staat Pará. De natuurlijke habitats zijn subtropische of tropische vochtige laagland bossen op een hoogte tot 200 m boven zeeniveau. De habitats liggen in het bioom Amazone.

## Voeding
De goudkruinmanakin voedt zich met kleine vruchten en insecten.

## Status
De grootte van de populatie is in 2021 geschat op 15.000-137.000 volwassen vogels. Op de Rode lijst van de IUCN heeft deze soort de status niet bedreigd.